# Belinda (maan)
Belinda is een natuurlijke maan van Uranus. De maan is in 1986 ontdekt door Stephen Synnott. Belinda is genoemd naar de heldin uit Alexander Popes gedicht "The Rape of the Lock".
Miranda · Ariel · Umbriel · Titania · Oberon

Cordelia · Ophelia · Bianca · Cressida · Desdemona · Juliet · Portia · Rosalind · Cupid · Belinda · Perdita · Puck · Mab · Francisco · Caliban · Sycorax · Margaret · Prospero · Setebos · Stephano · Trinculo · Ferdinand